# Mort auto-érotique
En médecine légale, la mort auto-érotique est une mort accidentelle survenue alors que l'individu se livrait seul à une activité érotique au moyen d'un certain dispositif, mis en place pour accroître sa stimulation sexuelle, qui est la cause directe de sa mort non intentionnelle. Dans les pays occidentaux, la prévalence de ce type de décès est estimée être d'environ la cause de 0,5 décès par million d'habitants par année. 
Les dispositifs mis en place pour accroître la stimulation sexuelle et ayant entraîné la mort sont de différentes natures. La majorité des morts auto-érotiques surviennent dans le cadre de pratiques d'auto-asphyxie érotique, elle-même induite par la pendaison (70 à 80 % des cas) ou par l'utilisation d'un sac plastique ou de produits chimiques (10 à 30 % des cas). Cependant, dans 5 à 10 % des cas, la mort survient à la suite d'autres causes comme l'électrocution, l'insertion d'un corps étranger, le surhabillage du corps ainsi que d'autres méthodes d'asphyxie.  
Dans bien des cas, l'individu décédé pensait pouvoir arrêter son activité auto-érotique dangereuse avant que sa vie soit mise en danger ; typiquement, la perte de conscience survient beaucoup plus rapidement qu'anticipé par la personne. Lorsque le corps est retrouvé, on constate fréquemment que ses organes sexuels sont exposés (66% des cas) ou que la personne est entièrement nue (41 %). De même, il est fréquent que la personne porte des vêtements du sexe opposé (39 %) ou soit entravée dans une pratique d'auto-bondage (37%). Du matériel pornographique est retrouvé à proximité immédiate du corps dans 42 % des cas.  